# Tommy Werner
Tommy Werner, né le 31 mars 1966 à Karlskrona, est un nageur suédois.

## Biographie
Aux Jeux olympiques d'été de 1992 à Barcelone, Tommy Werner remporte la médaille d'argent du relais 4 × 200 m nage libre en compagnie d'Anders Holmertz, Christer Wallin et Lars Frölander.

## Palmarès

### Championnats d'Europe
- Championnats d'Europe 1985 à Sofia (Bulgarie) :
  -  Médaille d'argent du relais 4 × 200 m nage libre ;
  -  Médaille de bronze du 200 m nage libre ;
  -  Médaille de bronze du relais 4 × 100 m nage libre.
- Championnats d'Europe 1987 à Schiltigheim (France) :
  -  Médaille de bronze du relais 4 × 200 m nage libre.
- Championnats d'Europe 1989 à Bonn (Allemagne de l'Ouest) :
  -  Médaille de bronze du relais 4 × 100 m nage libre.
- Championnats d'Europe 1991 à Athènes (Grèce) :
  -  Médaille de bronze du relais 4 × 100 m nage libre.